# James Edward Collin
James Edward Collin (Kirtling, 16 maart 1876 – 16 september 1968) was een Brits entomoloog.
Hij was de auteur van Empididae. British Flies Volume 6. University Press, Cambridge (1961), over dansvliegen. Dit was het derde deel van een onvoltooid werk, begonnen door zijn oom George Henry Verrall.
Collin schreef uitgebreid over diverse soorten in de meeste diptera families (met uitzondering van de Nematocera (muggen)). De door Collin en zijn oom Verrall verzamelde exemplaren worden bewaard in de Hope Entomological Collections van de Universiteit van Oxford. De website van het oxford museum of natural history biedt een doorzoekbare database van de nieuwe soorten die zij beschreven.
Hij was lid van de Royal Entomological Society en later, van 1927 tot 1928, was hij ook voorzitter van deze vereniging.
- Gemeinsame Normdatei: 11930192X
- International Standard Name Identifier: 0000 0001 1717 6430
- Library of Congress Control Number: n85809164
- Nederlandse Thesaurus van Auteursnamen: 131689266
- Réseau des bibliothèques de Suisse occidentale: 02-A005989020
- SNAC: w6dd3p4w
- Système universitaire de documentation: 114647917
- Virtual International Authority File: 164431626
- WorldCat: E39PBJx8GKXJmDbm9DBFKpKw4q